# Čečehov
Čečehov (ungarisch Zuhogó – bis 1907 Csecsehó) ist eine Gemeinde im Osten der Slowakei mit 388 Einwohnern (Stand 31. Dezember 2024), die zum Okres Michalovce, einem Teil des Košický kraj, gehört und in der traditionellen Landschaft Zemplín liegt.

## Geographie
Die Gemeinde befindet sich im Nordteil der Ostslowakischen Ebene im Ostslowakischen Tiefland, auf einem alten Aggradationsdeich des Laborec. Das Ortszentrum liegt auf einer Höhe von 106 m n.m. und ist sieben Kilometer von Michalovce entfernt.
Nachbargemeinden sind Zalužice im Norden, Jastrabie pri Michalovciach im Osten und Südosten, Iňačovce im Süden, Zemplínska Široká im Südwesten und Westen und Michalovce (Stadtteile Michalovce und Vrbovec) im Nordwesten.

## Geschichte
Čečehov wurde zum ersten Mal 1410 als Chech schriftlich erwähnt. Das Dorf war Besitz von Andreas, Sohn von Ladislaus. 1427 wurden 12 Porta verzeichnet, 1599 standen 28 Untertanen-Häuser im Ort, anschließend kam es aber zu einem Bevölkerungsrückgang und Verkleinerung des Ortes.
1715 gab es vier Haushalte. 1828 zählte man 68 Häuser und 584 Einwohner, die als Hirten und Weber tätig waren. Im 19. Jahrhundert gab es weder Wälder noch Ackerböden im Ort.
Bis 1918/1919 gehörte der im Komitat Ung liegende Ort zum Königreich Ungarn und kam danach zur Tschechoslowakei beziehungsweise heute Slowakei. In der Zeit der ersten tschechoslowakischen Republik waren die Einwohner als Viehzüchter und Decken-Handwerker beschäftigt. Nach dem Zweiten Weltkrieg wurde die örtliche Einheitliche landwirtschaftliche Genossenschaft (Abk. JRD) im Jahr 1957 gegründet, ein Teil der Einwohner pendelte zur Arbeit in Industriebetriebe in Michalovce, Strážske und Košice.

## Bevölkerung
| Jahr                | 1994 | 2004     | 2014    | 2024    |
| ------------------- | ---- | -------- | ------- | ------- |
| Anzahl der Personen | 273  | 341      | 372     | 388     |
| Unterschied         |      | +24,90 % | +9,09 % | +4,30 % |

| Jahr                | 2023 | 2024 |
| ------------------- | ---- | ---- |
| Anzahl der Personen | 388  | 388  |
| Unterschied         |      | +0 % |

Nach der Volkszählung 2011 wohnten in Čečehov 365 Einwohner, davon 332 Slowaken, fünf Roma, vier Ukrainer und ein Tscheche. 23 Einwohner machten keine Angabe zur Ethnie.
224 Einwohner bekannten sich zur römisch-katholischen Kirche, 49 Einwohner zur griechisch-katholischen Kirche, 10 Einwohner zur orthodoxen Kirche sowie jeweils drei Einwohner zur Evangelischen Kirche A. B. und zur reformierten Kirche. 49 Einwohner waren konfessionslos und bei 27 Einwohnern wurde die Konfession nicht ermittelt.

## Bauwerke und Denkmäler
- römisch-katholische Kirche Maria vom Rosenkranz

## Verkehr
Durch Čečehov passiert die Cesta III. triedy 3770 („Straße 3. Ordnung“) von Vrbovec (Anschluss an die Cesta II. triedy 555 („Straße 2. Ordnung“)) nach Jastrabie pri Michalovciach und Iňačovce. Der nächste Bahnanschluss ist in Michalovce an der Bahnstrecke Michaľany–Łupków.